# Turkmeneli

Türkmeneli Vlag

Turkmeneli, historisch Turcomania (Turks: Türkmeneli, Land der Turkmenen) is een politieke benaming voor een regio in Irak waar Iraakse Turkmenen door de geschiedenis heen de meerderheid van de bevolking vormden.

## Geografie
Het gebied loopt van de grens van Irak met Syrië en Turkije diagonaal naar het zuidoosten tot aan de grens met Iran.
Iraakse Turkmenen beschouwen Kirkoek als hoofdstad van Turkmeneli. Daarnaast worden de steden Tel Afar, Mosoel (de op een na grootste stad van Irak), Erbil (hoofdstad van Koerdische Autonome Regio), Altun Kupri en Tuz Khurmatu ook beschouwd als Turkmeens. De regio ligt tussen het Koerdisch gebied in het noorden en Arabisch gebied in het zuiden.

## Autonomie
Iraaks-Turkmeense partijen vroegen de Iraakse regering in 2017 een speciale status toe te kennen aan gebieden waar Turkmenen een aanzienlijk deel van de bevolking vormen. De status zou gelden voor Kirkoek en de districten Tuz Khurmatu en Nineveh.

## Afbeeldingen

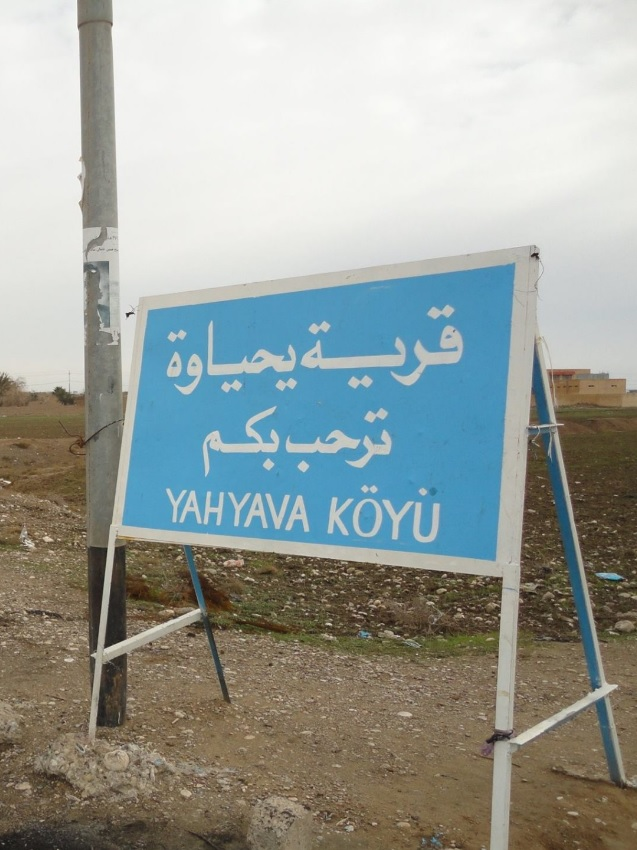
Tweetalig bord in Arabisch en Turks
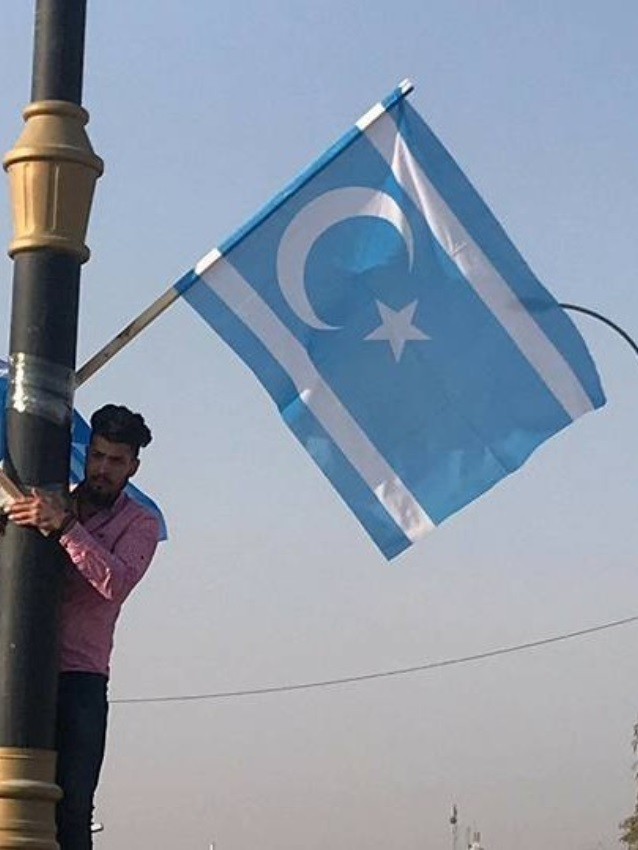
Een man in Kirkoek met de vlag van Turmeneli